# Martin Luther King
Martin Luther King, Jr. (15. ledna 1929 Atlanta, Georgie – 4. dubna 1968 Memphis, Tennessee) byl americký baptistický kazatel, spolu s Malcolmem X jeden z nejvýznamnějších vůdců afroamerického hnutí za občanská práva.
Dříve, než se stal jedním z nejrespektovanějších amerických občanských aktivistů, promlouval Martin Luther King v letech 1954–1960 jako pastor baptistického kostela na Dexter Avenue v Montgomery v Alabamě. Občanský aktivismus považoval za součást své křesťanské kazatelské služby, přičemž prolínání těchto rolí je patrné např. z kázání Ale i když ne (angl. But If Not) z roku 1967.
Vedl bojkot autobusové dopravy v Montgomery (1955–1956) a spoluzakládal Southern Christian Leadership Conference (1957) a stal se jejím prvním prezidentem. V roce 1963 byl během Birminghamské kampaně krátce vězněn v birminghamském vězení, odkud napsal svůj známý dopis Letter from Birmingham Jail. Ve stejném roce se zúčastnil pochodu na Washington, kde pronesl svůj slavný projev „I Have a Dream“. V roce 1964 (ve svých 35 letech, jako nejmladší příjemce) obdržel Nobelovu cenu míru za své úsilí o ukončení rasové segregace a diskriminace prostřednictvím občanské neposlušnosti a jiných nenásilných praktik. Poté, co dosáhl určitých úspěchů v oblasti ukončení rasové segregace, se začal zabývat komplexnějšími problémy afroamerické komunity ve Spojených státech: otázkami nerovnosti ve vzdělání, výběru povolání, zdravotní péče, práva volit. Postupně získával úspěch a z lokálního vůdce proti rasové diskriminaci se zejména v druhé polovině 60. let stal významnou postavou celonárodní americké politické scény. Současně ale byl v hledáčku rozvědky Johnsonovy administrativy. Vzhledem ke svým názorům byl též terčem kritiky za své levicové politické přesvědčení.
Jeho život byl násilně ukončen atentátem spáchaným Jamesem Earlem Rayem dne 4. dubna 1968 v Memphisu ve státě Tennessee.

## Rodina a vzdělání
Byl jedním ze tří dětí reverenda Martina Luthera Kinga seniora (1899–1984) a jeho manželky Alberty Christine Kingové, rozené Williams (1904–1974). Měl starší sestru Willie Christine (1927–2023) a mladšího bratra Alfréda Daniela (1930–1969). Ve škole se mu dařilo – přeskočil 9. a 12. stupeň a již v 15 letech byl přijat na Morehouse College. V roce 1948 získal titul bakaláře ze sociologie a v roce 1951 z teologie. Absolvoval postgraduální studium a titul PhD. získal v roce 1955 ze systematické teologie na univerzitě v Bostonu. Mezi lety 1957 a 1967 obdržel řadu čestných doktorátů z univerzit po celém světě.

## Osobní život
Oženil se 18. ledna 1953 s Correttou Scott a měli spolu čtyři děti: Yolandu Denisu (1955–2007), Martina Luthera (* 1957), Dextera Scotta (* 1961) a Bernicu Albertinu (* 1963).

## Boj za občanské svobody

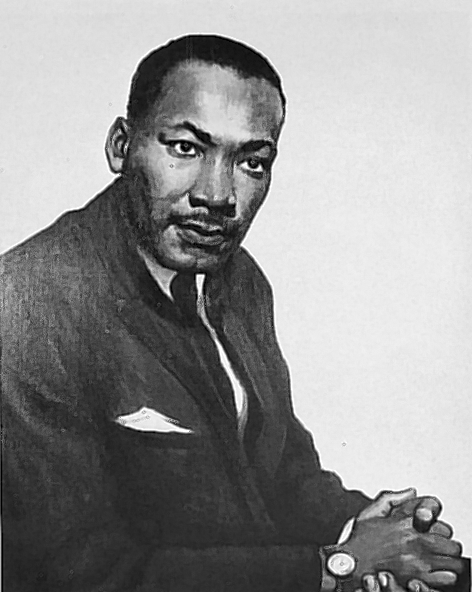
Martin Luther King

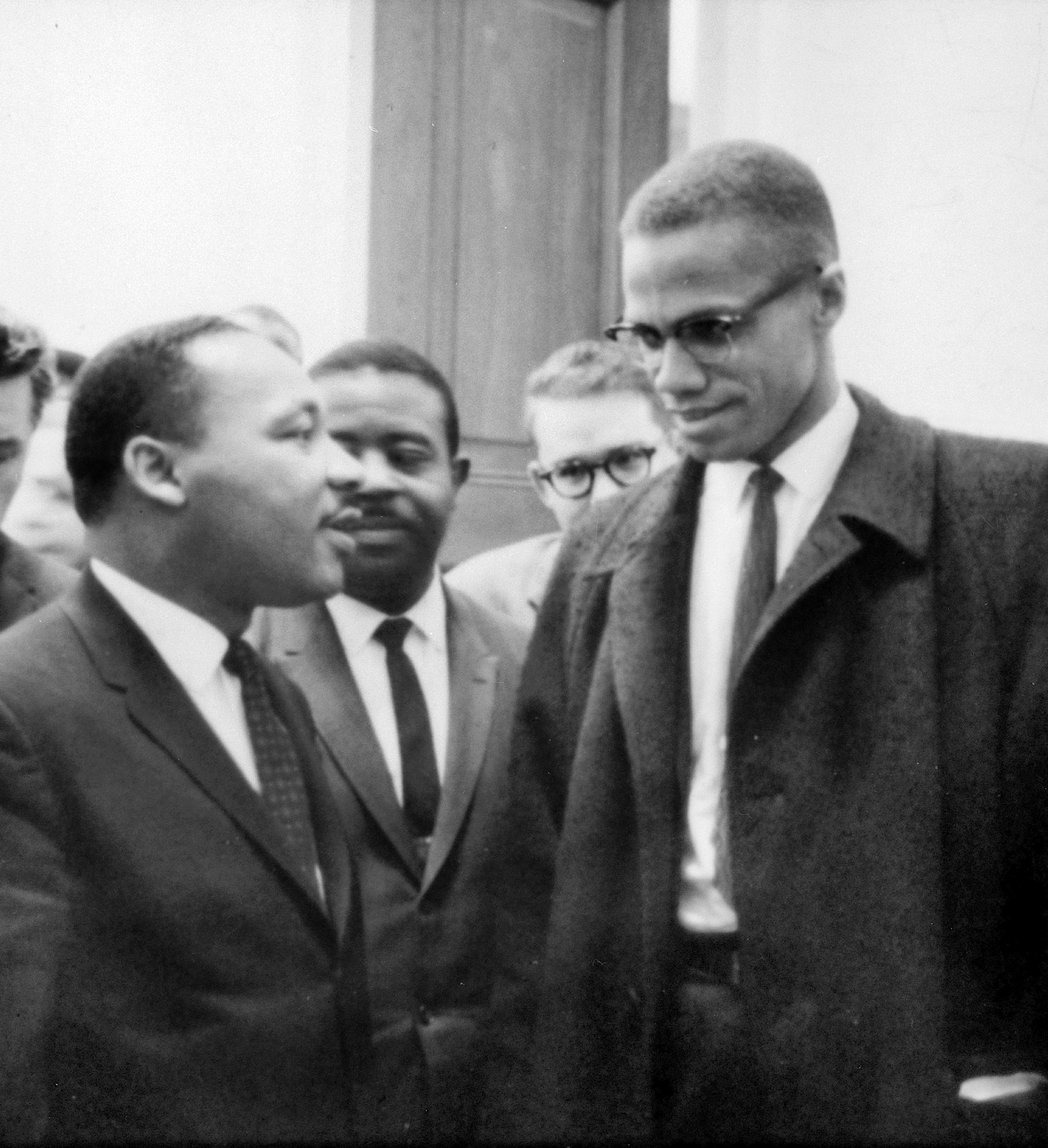
Martin Luther King a Malcolm X

Ve svých 24 letech, v roce 1953, se stal pastorem v baptistickém kostele na ulici Dexter Aveneue ve městě Montgomery v Alabamě. Když v roce 1955 Rosa Parksová odmítla uvolnit svoje místo v autobuse bílému pasažérovi a tím se dopustila trestného činu dle tehdejších zákonů, vedl 382 dní trvající bojkot veřejné dopravy, známý také jako Montgomery Bus Boycott, jehož cílem bylo přinutit společnost ke zrušení rasové segregace. Během tohoto období byl na Kinga vyvíjen enormní nátlak ze strany stoupenců segregace, byl zatčen a na jeho dům byl podniknut pumový atentát, nicméně kampaň byla nakonec úspěšná a vyústila ve zrušení rasové segregace na vnitrostátních autobusových linkách.
Po této kampani se v roce 1957 podílel na založení skupiny Southern Christian Leadership Conference (SCLC), jejímž úkolem bylo koordinovat černošské skupiny při nenásilných protestech za účelem dosažení reforem zákonů týkajících se občanských svobod. Stal se jejím prvním prezidentem a vedl ji až do své smrti.
Členy SCLC byli především obyvatelé černošských komunit spojení s baptistickými církvemi. King postupoval podle filozofie nenásilné občanské neposlušnosti, kterou předtím úspěšně v Indii používal Mahátma Gándhí. O rok později jen těsně unikl smrti, když byl pobodán nožem při autogramiádě své knihy. Uvědomil si, že organizované nenásilné protesty proti rasistickému systému jižanské segregace (známému jako Zákony Jima Crowa) a za volební právo černošské menšiny povedou k obsáhlé informovanosti prostřednictvím médií. Reportáže a televizní záběry na každodenní ponižování a neprávnost páchané na černoších a na násilí ze strany zastánců segregace vyvolaly vlnu sympatií s hnutím za občanské svobody, které se stalo nejdůležitější politickou otázkou začátku šedesátých let ve Spojených státech.

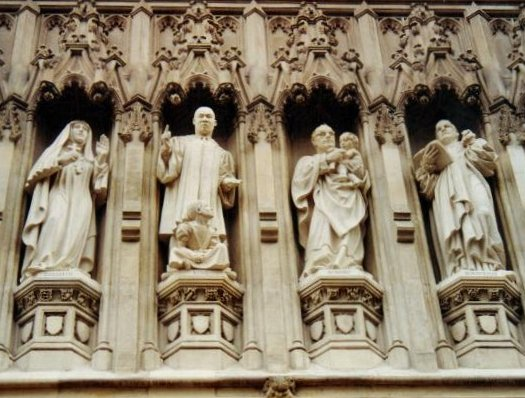
Sochy představující galerii mučedníků 20. století ve Westminsterském opatství. Zleva: svatá Alžběta Ruská, Martin Luther King, svatý Óscar Romero a Dietrich Bonhoeffer.

Organizoval a vedl protestní pochody černých obyvatel za právo volit, za ukončení rasové segregace a další občanská práva. Většina z těchto práv byla úspěšně zakomponována do právního řádu Spojených států přijetím zákona o občanských právech z roku 1964 a zákona o volebním právu z roku 1965.
Po dosažení úspěchů zákony rušící rasovou segregaci přenesl svou pozornost na obecné postavení černochů v Americe 60. let, a k veliké nevoli tehdejšího prezidenta Lyndona Johnsona začal kritizovat válku ve Vietnamu.

## Názory na odškodnění
Martin Luther King Jr. vyjádřil názor, že Afroameričané, stejně jako jiní znevýhodnění Američané, by měli být kompenzováni za historické křivdy. V rozhovoru pro Playboy v roce 1965 řekl, že pouhá záruka rovnoprávnosti Afroameričanů by neodstranila ekonomický rozdíl mezi nimi a bělochy. King řekl, že nepožaduje navrácení všech platů, o které jej připravilo otroctví, jelikož to považoval za nemožné. Navrhl však vládní odškodňovací program, za 50 miliard dolarů po dobu deseti let, pro všechny znevýhodněné skupiny. Navrhl, že „vynaložené peníze by byly dostatečně ospravedlněny výhodami pro stát, které by vzešly z obrovského poklesu v kriminalitě, výtržnictví a dalších sociálních problémech“. Tento nápad prezentoval jako uplatnění veřejného práva týkajícího se vyrovnání za neplacenou práci. Ujasnil však, že tyto peníze by neměly být pouze pro Afroameričany. Konstatoval, že by „měly prospět všem rasám“.

## Smrt
Na jaře 1968 vypukla v Memphisu stávka provozovatelů městských technických služeb. Tuto práci dělali v drtivé většině černoši, byla špatně placená (uvádí se 40–50 ¢ za hodinu), poskytovala minimum zaměstnaneckých výhod a prakticky žádnou perspektivu na nějaký růst, ať už platu nebo kariéry. Martin Luther King se rozhodl přerušit svůj dosavadní program a postavit se za tyto zaměstnance, a tak odcestoval do Memphisu. Běžně v takovýchto případech přebýval v hotelu Holiday Inn, ale v reakci na výtky některých kritiků, kteří Kingovi vyčítali život vyššího standardu, zatímco lobbuje za chudé, mu byl vybrán skromnější motel. Číslo pokoje, který byl pro něj na poslední chvíli vybrán (č. 306), bylo avizováno a opakováno ze zprávy z dálnopisu několika místními i národními médii.
Dne 4. dubna 1968 v 18:01 byl na balkóně 2. patra motelu Lorraine v Memphisu v Tennessee zastřelen. Jeho vražda vedla k vypuknutí nepokojů ve více než 60 městech. O pět dní později, v den jeho pohřbu, vyhlásil prezident USA Lyndon Johnson den smutku. Pohřbu se zúčastnilo asi 300 000 lidí, prezident Johnson mezi nimi ale chyběl. Dva měsíce po vraždě byl na letišti Heathrow zadržen podezřelý James Earl Ray a okamžitě byl převezen do Spojených států, kde byl za vraždu Martina Luthera Kinga odsouzen na 99 let vězení.

## Pocta
V roce 1977 jej prezident Jimmy Carter vyznamenal in memoriam Prezidentskou medaili svobody. V roce 1986 byl jeho svátek Martin Luther King Day (slavený ve výročí jeho narození) prohlášen národním svátkem Spojených států. V roce 2004 posmrtně obdržel Zlatou medaili Kongresu.

## Plagiátorství
Podle tvrzení neokonzervativního novináře Marcuse Epsteina se King dopouštěl plagiátorství a porušování autorských práv, zejména pak v době svých studií na Bostonské univerzitě. Mezi nejvýznamnější případy má patřit jeho disertační práce, z níž má být podle Epsteina 45 % první části a 21 % druhé části plagiátem. Závěrečných 20% projevu „I Have a Dream“, který byl později mnohokrát vydán v tištěné verzi, je podle Epsteina téměř shodná s dřívějším projevem Kingova přítele, reverenda Archibalda Careyho, což je některými autory hodnoceno též jako plagiátorství. Jiní autoři však argumentují tím, že v kultuře amerických černochů je přejímání delších pasáží ze starších děl bez přímého udání zdroje běžným jevem.

## Zájem kontrarozvědky
Spolu s úspěchy kampaní, které v nich dosáhl, rostl i zájem o jeho osobu ze strany vládních rozvědných služeb, zejména pak poté, co začal odsuzovat válku ve Vietnamu. Přílišné sympatie k němu nechoval ani prezident Lyndon B. Johnson, ani tehdejší šéf FBI Edgar Hoover, jehož znepokojovala některá podezření, podle nichž měl King usilovat o komunistický převrat, vedený ze spodních vrstev americké společnosti. V roce 1963 měl King po 30 dní odposlouchávaný telefon a jeho hovory byly monitorovány pro vyšetření podezření, zdali se za jeho úmysly neskrývá ještě něco jiného. V červenci 2025 došlo ke zveřejnění asi 250 000 stránek spisu, který obsahuje informace o sledování Kinga americkými tajnými službami.

#### Dokumenty
- Assasination of Martin Luther King